# Thân vương quốc Beloozero
Thân vương quốc Beloozero (tiếng Nga: Белозерское княжество) là một Thân vương quốc của người Rus', phát triển rực rỡ từ thế kỷ XIII đến thế kỷ XV ở miền Bắc nước Nga. Về mặt phân chia hành chính hiện tại của Nga, thân vương quốc nằm ở phía Tây của tỉnh Vologda, xung quanh phía Nam của hồ Beloye.
Thủ phủ của nó là Beloozero (nay là Belozersk), một trong năm thị trấn ban đầu được đề cập trong Primary Chronicle. Nó được liên kết chặt chẽ với Đại công quốc Vladimir-Suzdal cho đến khi giành được độc lập vào năm 1238 trong các cuộc xâm lược của người Mông Cổ. Dmitry Donskoy đảm bảo quyền kiểm soát Beloozero và truyền nó cho con cháu của mình; nó chính thức được sáp nhập vào Moscow bởi Ivan III.